# Baby Killer III
Baby Killer III è un film del 1987 diretto da Larry Cohen.

## Trama
In tribunale, Stephen Jarvis difende il diritto alla vita dei baby killers. Il giudice si dimostra clemente nei loro confronti e ordina che siano tutti confinati su un'isola deserta.
Cinque anni dopo Jarvis si unisce ad un team di ricerca che si reca sull'isola dove vivono i bambini. I bambini ora però sono cresciuti e si sono anche riprodotti.

## Film precedenti
Il film è il terzo della serie diretta da Larry Cohen e cominciata nel 1974 con il film Baby Killer.